# Томас Ендрес
Томас Ендрес (нім. Thomas Endres, нар. 12 вересня 1969) — німецький фехтувальник на рапірах, срібний призер Олімпійських ігор 1988 року.

## Виступи на Олімпіадах
| Олімпіада | Дисципліна      | Місце |
| --------- | --------------- | ----- |
| Сеул 1988 | командна рапіра | 2     |